# Sacrario militare di Monte Suello
Il sacrario di Monte Suello venne eretto a ricordo dei caduti garibaldini della battaglia di Monte Suello del 3 luglio 1866 fra le truppe volontarie guidate dal generale Giuseppe Garibaldi e l'esercito austriaco comandato dal generale von Kuhn nel quadro della terza guerra d'indipendenza italiana. Teatro dello scontro fu il lago d'Idro in provincia di Brescia.

## Storia
Il 19 marzo 1879 per iniziativa di alcuni patrioti e veterani della battaglia si teneva un'adunanza nel teatro di Vestone al fine di pianificare l'edificazione di un sacrario per raccogliere le spoglie dei volontari che non avevano ancora ricevuto degna sepoltura: infatti i caduti vennero seppelliti all'indomani dello scontro del 3 luglio frettolosamente sotto pochi centimetri di terra in nove fosse comuni contrassegnate da croci di legno a lato della strada per Bagolino e li rimasero fino al 1879 quando i poveri resti furono portati nella chiesa di San Giacomo posta sulla strada per Ponte Caffaro e ricomposti grazie all'interessamento del dott. Luigi Riccobelli di Vestone. Nella chiesa di San Giacomo per un certo periodo si celebrò messa per commemorare la battaglia, la cui data “3 luglio 1866” è dipinta sul campanile della stessa.
Nell'adunanza del 1879 venne deciso di creare due comitati, uno onorario a Firenze presieduto dal generale Clemente Corte ed uno esecutivo a Vestone presieduto dal ex maggiore Giuseppe Guarnieri, anima del progetto. Nel 1883 dopo regolare bando vinse il disegno dell'architetto Armano Pagnoni, tecnico del comune di Bagolino e cominciarono i lavori di costruzione dell'Ossario che terminarono nel 1884.  

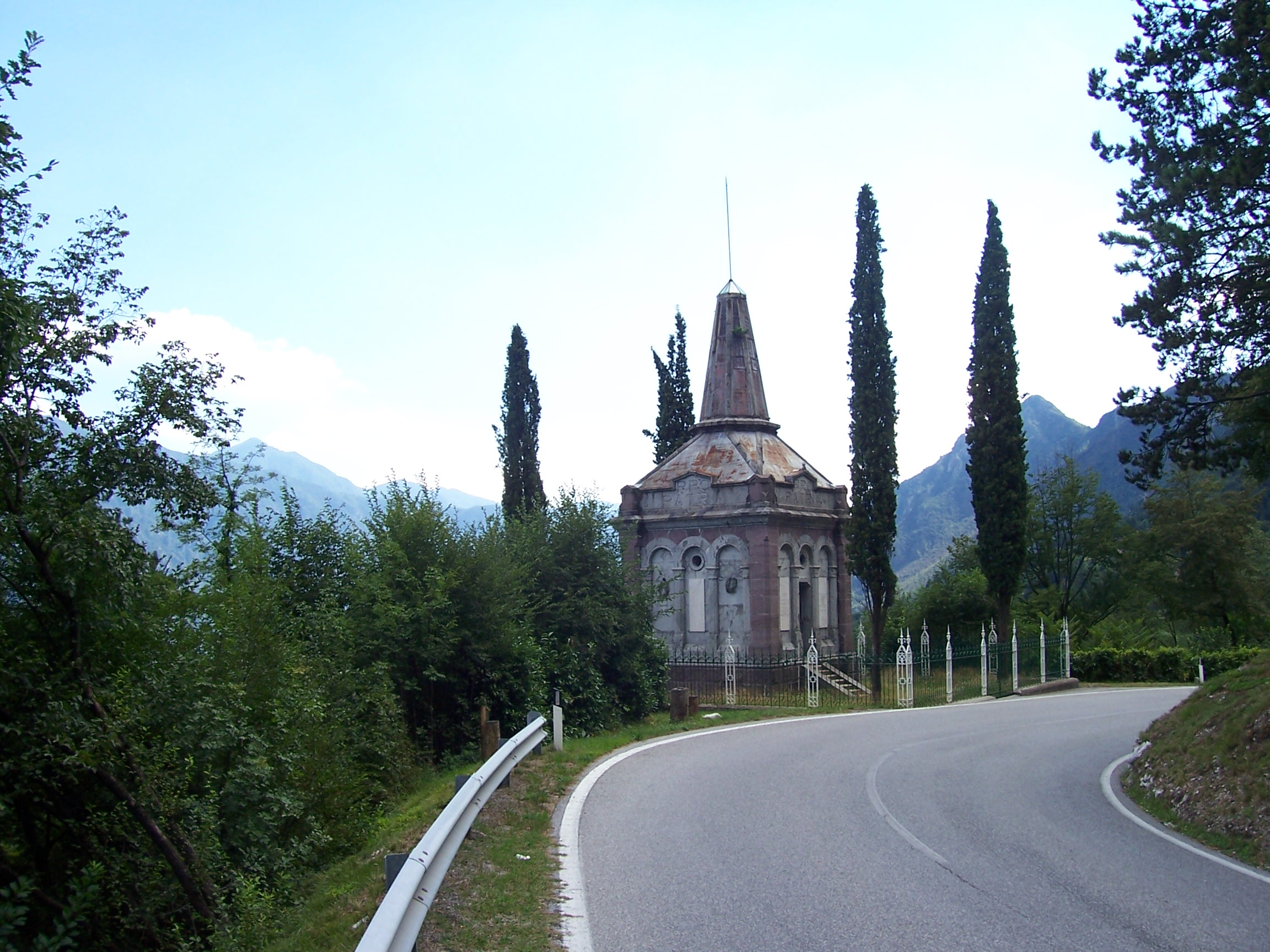
Veduta del sacrario dal punto esatto ove fu ferito Giuseppe Garibaldi

L'imperversare di una epidemia di colera fece slittare l'inaugurazione al 5 luglio 1885, giornata nella quale i feretri furono traslati dalla chiesetta di Sant'Antonio, fino all'ossario e con atto notarile lo stesso giorno la proprietà passava alla Deputazione provinciale di Brescia, la quale ne assumeva la custodia e relativa manutenzione. Nel 1907 il monumento venne dotato di una cancellata su tre lati che fu completata sul lato a lago nel 1914.
L'ossario di Monte Suello sorge sul luogo dove l'architetto Armanno Pagnoni venne catturato dagli austriaci proprio nella battaglia del 3 luglio 1866. Infatti ancora giovanissimo e all'insaputa della famiglia prese parte alle operazioni belliche e fatto prigioniero. Dopo un anno di detenzione nel castello del Buon Consiglio a Trento
venne liberato in uno scambio di prigionieri e poté rientrare in patria.
Il monumento in stile bizantino si presenta esternamente in pianta quadrata rivestito di graniti e piastre in calcare, sormontato da un tetto conico di forma piramidale, ricoperto di piastre in piombo.Sono presenti una serie di lapidi che ricordano gli scontri avvenuti a Monte Suello nel 1848 e nel 1866. La sala interna o edicola è di forma ottagonale con intercolonne in lavagna e avelli riportanti i nomi dei caduti in marmo di botticino. Al centro dell'edicola campeggia un busto in marmo di carrara raffigurante Giuseppe Garibaldi, interessante opera dello scultore rezzatese Pietro Faitini. Il cancello di entrata in ferro e ghisa fu disegnato e donato da Francesco Glisenti. Nella parte semi-interrata è presente una cripta con volta a botte che racchiude i resti dei caduti. 
Associazione culturale Capitolium ne ha portato a termine il restauro strutturale del tetto e relativa copertura nell'anno 2013.